# العلاقات الجزائرية الجنوب إفريقية
العلاقات بين الجزائر وجنوب أفريقيا هي العلاقات الدولية بين جمهورية الجزائر الديمقراطية الشعبية وجمهورية جنوب أفريقيا.

## تاريخ
بدأت العلاقات السياسية بين البلدين رسمياً بين الخمسينات والستينات. وقد تشكلت العلاقة بين البلدين حول صراعاتهما الداخلية التي أهملها مجلس الأمن التابع للأمم المتحدة مرارا وتكرارا.  في عام 1961، بجواز سفر إثيوبي مزيف، سافر نيلسون مانديلا إلى الجزائر حيث تم تدريبه من قبل القوات المسلحة لجبهة التحرير الوطني الجزائرية. في كتابه «طريق طويل إلى الحرية»، يكشف عن كفاحه ضد الفصل العنصري الذي كان مستوحى إلى حد كبير من نضال الجنود الجزائريين. رجع مانديلا إلى بلاده بمرافقة جبهة التحرير الوطني وحزب المؤتمر الوطني الافريقي مع الأسلحة. عند عودته إلى الجزائر في عام 1990، صرح مانديلا ب«إن الجيش الجزائري جعلني رجلا». وكانت الجزائر أول دولة زارها مانديلا بعد الإفراج عنه.
في نوفمبر 1964، منحت جامعة الجزائر دكتوراه فخرية في الأدب للناشط في جنوب أفريقيا ألبرت لوتولي.
في عام 1974، دعماً لحركة مناهضة الفصل العنصري، نجح وزير خارجية الجزائر عبد العزيز بوتفليقة في الضغط من أجل طرد ممثل جنوب أفريقيا من الجمعية العامة للأمم المتحدة التي ترأسها في ذلك العام. وقام بالاحتجاج بنجاح بأن مندوبي جنوب أفريقيا غير صالحين لأنهم يمثلون أقلية بيضاء فقط.
قامت الجزائر بشراء أسلحة ومعدات مراقبة من جنوب أفريقيا (أكثر من 15 مليون دولار في عام 1997، و 51.3 مليون دولار في عام 1999، وهي أكبر عميل لها في تلك السنة) لمحاربة الإرهاب. وفي نوفمبر 1997، أنشئت سفارة جنوب أفريقيا في الجزائر العاصمة. وأنشئت اللجنة الثنائية العليا للتعاون بين الجزائر وجنوب أفريقيا في سبتمبر 2000.
أثناء زيارة قام بها الملك المغربي محمد السادس خلال شهر فبراير 2017 في جنوب السودان، كان من المفترض أن يثبت كيف فشلت الحركات الانفصالية في أفريقيا وجنوب أفريقيا، بما في ذلك جبهة البوليساريو. وفي مايو 2017، منعت جنوب أفريقيا شحن 5 ملايين دولار من الفوسفات المغربي يبلغ 50.000 طن متوجهة إلى نيوزيلندا، على أساس أن الفوسفور قد استخرج في منطقة الصحراء الغربية، وهي حالة تعتبرها جبهة البوليساريو محظورة.

## العلاقات الإقتصادية
بين عامي 2011 و 2015، كانت الجزائر أكبر شريك تجاري لجنوب أفريقيا في شمال أفريقيا (43٪ من إجمالي تجارة جنوب أفريقيا في المنطقة). وقدرت صادرات جنوب أفريقيا إلى الجزائر بنحو 13 مليار راند، في حين بلغت صادرات الجزائر إلى جنوب أفريقيا حوالي 463 مليون راند.

## السفارات
- سفارة جنوب أفريقيا في الجزائر: دينيس دلومو
- سفارة الجزائر في جنوب أفريقيا، بوتسوانا وليزوتو: عبد الناصر بالعيد منذ جوان 2013

## مقارنة بين البلدين
| وجه المقارنة         | الجزائر                              | جنوب أفريقيا            |
| -------------------- | ------------------------------------ | ----------------------- |
| المساحة              | 2,381,741 كم2                        | 1,221,037 كم²           |
| السكان               | 43,900,000 نسمة                      | 57,725,600 نسمة         |
| مؤشر التنمية البشرية | 0.759 (82 عالميا/2018)               | 0.705 (113 عالميا/2018) |
| العاصمة              | الجزائر العاصمة                      | بريتوريا                |
| أكبر المدن           | الجزائر، سطيف، وهران، قسنطينة، عنابة | بريتوريا                |
| نظام الحكم           | جمهوري                               | جمهورية فيدرالية        |
| اللغات الرسمية       | اللغة العربية، الأمازيغية            | الإنجليزية، الأفريقانية |
| الديانات             | الإسلام                              | المسيحية                |
| العملة               | الدينار الجزائري                     | راند جنوب أفريقي        |
| رمز الهاتف الدولي    | 213+                                 | 27+                     |
| رمز الإنترنت         | .dz                                  | .za                     |